# Троицкий собор (Анадырь)
Собо́р Тро́ицы Живоначальной (Свя́то-Тро́ицкий собо́р) — православный храм в городе Анадырь, кафедральный собор Анадырской епархии Русской православной церкви. Расположен на высоком берегу Анадырского лимана.
Является крупнейшим в мире действующим православным деревянным храмом, построенным на вечной мерзлоте. Его высота составляет около 25 м, площадь 600 квадратных метров. Одновременно он может вместить до 1000 верующих.

## История
21 октября 2000 года состоялся крестный ход от Преображенской церкви к месту будущего кафедрального собора, где епископом Диомидом установлен крест, совершён молебен и заложен собор.
Решение о строительстве собора было принято в 2002 году, первый камень заложен в 2004 году, а освящён собор был в 2005 году. Строительство велось на пожертвования жителей Анадыря и губернатора Романа Абрамовича.
В 2004 году на скале рядом с храмом был установлен самый большой в мире памятник Николаю Чудотворцу. Этот бронзовый монумент вместе с собором составляют единый архитектурный ансамбль.

## Особенности конструкции
Собор построен по проекту омского архитектора Павла Аверченко.
Строительный материал (калиброванная сосна и лиственница) был завезён из села Знаменское Омской области.
Храм был специально спроектирован с учётом местных суровых условий — очень высоких ветровых нагрузок и низких температур, все приделы в храме объединены в единый комплекс под одной крышей. Вдоль всей длины свайного фундамента смонтированы холодильные установки для предотвращения летней оттайки грунтов, температура под зданием никогда не превышает −3°С. Кровельное покрытие состоит из медных листов толщиной 4 мм.
Проектный срок службы сооружения составляет 500 лет.

## Убранство собора
В соборе установлен пятиярусный иконостас, украшенный живописными и резными иконами с изображениями Святой Троицы. В резных иконах угадывается стиль Феофана Грека, в живописных — традиции Андрея Рублёва. Колокола для собора Святой Живоначальной Троицы были изготовлены в Воронеже, восемь из них украшены ликами святых.
Над внутренним убранством собора потрудился коллектив омских художников. В интерьере храма присутствуют как писанные, так и резные иконы. Иконописью занимался Сергей Патрахин, а резные образы были выполнены Павлом Мининым. Орнаментальной резьбой и изготовлением мебели занимались Сергей Диянов, Сергей Толмачёв и Михаил Минин.
Троицкий кафедральный собор имеет пятиярусный тябельный иконостас, построенный по проекту С. Н. Патрахина в 2003—2005 годах. Он составляет единую симметричную композицию из иконостасов трёх алтарей — главного Троицкого и двух боковых придельных. Северный предел освящён в честь Успения Пресвятой Богородицы, а южный — в честь преподобной Марии Египетской. Иконостас состоит из четырёх основных ярусов — местного, праздничного, деисусного и пророческого — и завершается Ветхозаветным образом Святой Троицы. На нём расположен 51 писанный образ, выполненный в стиле XV века. Иконостас убран резными растительным орнаментом и церковно-славянской вязью.
В виду конструктивных особенностей храма царские врата были выведены внутрь алтарного пространства из общей плоскости иконостаса так, что примыкающие к ним иконы находятся под углом. Резные царские врата покрыты золотом, каждые из них украшены образами Благовещения Пресвятой Богородицы и Евангелистов.
В качестве иконостаса для крестильни были выполнены три резных иконы из деисусного чина. В интерьере храма расположены резные иконы в напольных киотах, надвратные иконы и резные двери с Архангельскими образами для северного, южного и западного входов в храм.
Перед вывозом икон из Омска в Анадырь была организована выставка «Пресвятая Троица, Помилуй нас…» в стенах Омского областного музея изобразительных искусств им. М. А. Врубеля. К выставке был выпущен каталог.
17 июня 2005 года, в день освящения собора, художники П. Г. Минин, С. Н. Патрахин и С. П. Диянов были награждены медалями прп. Сергия Радонежского I степени за изготовления иконостаса и храмового убранства собора.